# Кёрстово (платформа)
Кёрстово — недействующий остановочный пункт Октябрьской железной дороги в Кингисеппском районе Ленинградской области на линии Калище — Веймарн.

## История
Открыта в 1926 году в составе участка Калище — Веймарн. Некоторое время спустя стала станцией, потом — разъездом. В справочнике за 1981 год указана как разъезд. На данный момент — недействующий остановочный пункт. Последний поезд остановился 31 декабря 2015 года.
По состоянию на начало 2014 года, второй путь оставался неразобранным.

## Движение
В период с 1 июня 2009 года по 2 ноября 2015 года через станцию не ходили пассажирские поезда. Со 2 ноября 2015 года началось курсирование пригородных поездов № 6664/6663 и № 6668/6667 Кингисепп — Косколово (по линии на Усть-Лугу), отправлением из Кингисеппа в 06:30 и 18:30 и из Косколово — в 08:37 и 20:37 с промежуточными остановками — Тикопись, Веймарн, Котлы-2 и Кёрстово. 31 декабря 2015 года через станцию прошёл последний пассажирский поезд, после чего все пассажирские поезда были отменены.